# یوشیو کویزومی
یوشیو کویزومی (ژاپنی: 小泉 佳穂؛ زادهٔ ۵ اکتبر ۱۹۹۶) یک بازیکن فوتبال اهل ژاپن است.
از باشگاه‌هایی که در آن بازی کرده‌است می‌توان به باشگاه فوتبال ریوکیو و باشگاه فوتبال اوراوا رد دیاموندز اشاره کرد.